# Alegeri legislative în Italia, 1963

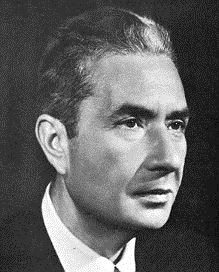
Prim-ministrul italian Aldo Moro

Alegerile legislative din anul 1963 au avut loc în ziua de 28 aprilie. În cadrul acestor alegeri a intrat în vigoare legea revizuirii constituționale numărul 2, din 9 februarie 1963, conform căreia s-a modificat numărul de locuri destinat Camerei, eliminând printre altele și raportul cu numărul locuitorilor prevăzut în 1948.
În urma numărări voturilor s-a înregistrat o creștere a Partidului Comunist Italian și o stagnare a Partidului Socialist Italian, însoțită de o ușoară creștere a Partidului Socialist Democrat Italian și un insucces al Partidului Republican Italian. Partidul Liberal Italian cunoaște o avansare datorată afluxului de voturi din partea monarhiștilor, care au trecut printr-o perioadă instabilă, caracterizată de divizări și schimbări, fără a uita unele voturi venite de la opoziția partidului de stânga.

## Camera Deputaților
| Partide                                                 | voturi     |            | voturi (%) |       | locuri |
| ------------------------------------------------------- | ---------- | ---------- | ---------- | ----- | ------ |
| Democrați-Creștini (DC)                                 | 11.775.970 | -746.309   | 38,29      | -4,07 | 260    |
| Partidul Comunist Italian (PCI)                         | 7.768.228  | +1.063.522 | 25,26      | +2,58 | 166    |
| Partidul Socialist Italian (PSI)                        | 4.257.300  | +49.111    | 13,84      | -0,39 | 87     |
| Partidul Liberal Italian (PLI)                          | 2.143.954  | +1.097.015 | 6,97       | +3,43 | 39     |
| Partidul Social-Democrat Italian (PSDI)                 | 1.876.409  | +530.659   | 6,10       | +1,55 | 33     |
| Mișcarea Socialistă Italiană (MSI)                      | 1.571.187  | +163.274   | 5,11       | +0,35 | 27     |
| Partidul Democrat Italian al Unității Monarhice (PDIUM) | 536.991    | -899.816   | 1,75       | -3,11 | 8      |
| Partidul Republican Italian (PRI)                       | 420.419    | +14.845    | 1,37       | =     | 6      |
| Südtiroler Volkspartei (SVP)                            | 135.458    | -37        | 0,44       | -0,02 | 3      |
| Union Valdôtaine (UV)                                   | 31.844     | +1.248     | 0,10       | =     | 1      |
| altele                                                  | 240.271    | -          | 0,78       | -     | 0      |
| Total                                                   | 30.758.031 |            | 100,00     |       | 630    |

## Senatul Republicii
| Partide                                                   | voturi     | voturi (%) | locuri |
| --------------------------------------------------------- | ---------- | ---------- | ------ |
| Democrați Creștini (DC)                                   | 10.032.458 | 36,52      | 129    |
| Partidul Comunist Italian (PCI)                           | 6.933.842  | 25,24      | 84     |
| Partidul Socialist Italian (PSI)                          | 3.849.878  | 14,01      | 44     |
| Partidul Liberal Italian (PLI)                            | 2.028.379  | 7,38       | 18     |
| Partidul SocialDemocratic Italian (PSDI)                  | 1.744.213  | 6,35       | 14     |
| Mișcarea Socialistă Italiană (MSI)                        | 1.459.046  | 5,31       | 14     |
| Partidul Democratic Italian al Unității Monarhice (PDIUM) | 429.339    | 1,56       | 2      |
| DC - PRI                                                  | 185.889    | 0,68       | 7      |
| MSI - PDIUM                                               | 134.656    | 0,49       | 1      |
| Südtiroler Volkspartei (SVP)                              | 112.023    | 0,41       | 2      |
| PCI - Independent                                         | 43.355     | 0,16       | 7      |
| Union Valdôtaine (UV)                                     | 29.510     | 0,11       | 1      |
| PLI - Independent                                         | 22.583     | 0,08       | 1      |
| altele                                                    | 465.915    | 1,70       | 0      |
| Total                                                     | 27.471.086 | 100        | 315    |

## Analiza teritorială a alegerilor
Partidul Democrat Creștin a pierdut sprijinul și respectul pe care îl deținea cu 5 ani în urmă asupra întregii țări, mai ales în partea Nord-Vestică(Regioni Rosse), zonă mai puțin favorabilă pentru democrat-creștini,dar și în Sicilia sau în Nord-Est, unde, cu toate acestea, Partidul Democrat Creștin se confirmă a fi predominant cu peste 50% din voturi.
Partidul Comunist Italian s-a consolidat în urma acestor alegeri datorită voturilor din ariile sale de interes major, exceptând NV-ul și Regiunile Roșii(Regioni Rosse)unde sunt evidente preferințele pentru Partidul Democrat Creștin. PCI-ul înregistrează,de asemenea, o creștere a numărului de voturi în Italia Sudică, mai ales în Puglia, Basilicata, Calabria și Sicilia Meridională, depășind dificultățile electorale întâlnite în aceste zone până la sfârșitul anului 1946. Neinfluențabile rămân zone întregi din Italia, cum ar fi:Triveneto și Lombardia Inaltă.
Declinul electoral al Partidului Socialist Italian se resimte mai ales în Nord-Vest, în Toscana, Umbria(regiuni în care voturile sunt interceptate de Partidul Comunist Italian), precum și în Sudul țării. Cu toate acestea, există un consens în Lombardia, în Triveneto care au rămas zonele cele mai puternice ale socialiștilor, în Emilia-Romana și în Sicilia.
În contrast cu datele naționale sunt provinciile Trento și Bologna unde PSI-ul obține 10% din voturi, comparativ cu alegerile precedente.
Partidul Liberal Italian câștigă în mod considerabil cu voturi din aproape toată țara, în special din Italia de NV, zonă de majoră influență liberală, precum și din Italia de Nord, Roma și Sicilia de unde s-au obținut mai mult de 10% din voturi.
Partidul Socialist Democrat Italian este în creștere în Italia de Nord unde, în zona piemontană și în cea Nord-Estică, este considerat foarte puternic, depășind 15% din voturi în provincia Belluno și în Sud, în special în Puglia.
Mișcarea Socialistă Italiană își păstrează stabilitatea în Lazio, zona sa principală de influență, și în Nord(partea centrală)unde,dimpotrivă, se confirmă a fi regiunea țării cu cei mai puțini partizani ai MSI, cu excepția provinciilor Bolzano,Gorizia,și Trieste unde prezența partidului MSI scade considerabil. Spre deosebire de Nordul Italiei, în Sudul acesteia numărul voturilor crește.
Partidul Republican Italian rămâne stabil obținând voturi din puține provincii risipite, cum ar fi: Romagna, Provincia Trapani(care a revenit la această orientare politică)și coasta Toscană, unde s-a înregistrat o scădere de voturi ca și în Lazio și în Marche. O creștere impresionantă de voturi s-a înregistrat în Provincia Asti și în Sardinia. 